# Агапетаи
Агапетаите (на гръцки: „agapetai“, „възлюбена“) се появяват в 1 век. Те са девици, които посвещават себе си на Бог с обет за непорочност и живеят с миряни без плътска връзка. През 314 г. Анкирският събор забранява на девствениците, посветили се на Бога, да живеят с мъже като сестри с братя. Това не се коригира практически напълно дори когато Йероним Блажени осъжда сирийските монаси, живеещи в градовете с християнски девици. Агапетаите понякога са обърквани със subintroductae, тоест жените, живеещи с духовници без брак, общност, срещу която е насочена третата наредба на Първия Никейски събор през 325 г.
Агапетаи, от друга страна, са също гностици от края на 4 век, които твърдели, че сексуалните взаимоотношения са неправилни само когато съзнанието е нечисто. Те учели, че човек трябва да лъжесвидетелства, вместо да разкрива тайните на своята секта.